# Harry Powlett, 4:e hertig av Cleveland
Harry Powlett, 4:e hertig av Cleveland, född 1803, död 1891, yngste son till William Vane, 1:e hertig av Cleveland och lady Catherine Powlett, var en brittisk diplomat och ämbetsman.

## Biografi
Harry Powlett studerade vid Oriel College på Oxfords universitet och efter avlagd examen tjänstgjorde han, nu känd som lord Harry Vane, inom Foreign Office, bland annat som attaché i Paris 1829 och i Stockholm 1839–1841. Han fungerade som parlamentsledamot (liberal) mellan 1841 och 1864. Detta år ärvde han hertigtitel med mera av sin äldre bror och ändrade då sitt efternamn till Powlett i enlighet med sin mormors, änkehertiginnans av Bolton, testamente, för att få tillgång till ärvda jordegendomar. Året därpå, 1865, utnämndes han av drottning Viktoria till riddare av Strumpebandsorden.

### Familj
Harry Powlett gifte sig 1854 med lady Catherine Lucy Stanhope (1819–1901), dotter till Philip Henry Stanhope, 4:e earl Stanhope, och änka efter Archibald John Primrose, lord Dalmeny (1809–1851). Med detta giftermål blev Powlett styvfar till Archibald Primrose, 5:e earl av Rosebery (1847–1929), den framtida premiärministern. Hans eget äktenskap blev dock barnlöst. Han dog på Cleveland House, S:t James's Square i London 1891. Med hans död utslocknade alla hans titlar.